# اسواتینی ایرلینک
اسواتینی ایرلینک (به انگلیسی: Swaziland Airlink) یک شرکت هواپیمایی است که در ۱۹۹۹ میلادی تأسیس شده‌است. دفتر مرکزی اسواتینی ایرلینک در فرودگاه ماتساپها، مانزینی، اسواتینی واقع شده‌است و قطب این شرکت هواپیمایی در فرودگاه ماتساپها قرار دارد و به ۲ مقصد، پرواز انجام می‌دهد.